# Pacific Racing
Pacific Grand Prix, ursprungligen Pacific Racing, var ett brittiskt racingstall som bland annat tävlade i formel 1 två säsonger under 1990-talet.

## Historik
Pacific Racing grundades 1984 av racingmekanikern och föraren Keith Wiggins och tävlade i det europeiska FF1600-mästerskapet och senare i FF2000. 1987 vann finländaren JJ Lehto både de brittiska och europeiska FF2000-titlarna för Pacific. Året efter tävlade man i formel 3 och Pacific med JJ Lehto vann det brittiska mästerskapet vid första försöket. 1989 gick man över till det europeiska formel 3000-mästerskapet med förarna Allan McNish, JJ Lehto och Eddie Irvine. Framgångarna uteblev varför sponsorn Marlboro övergav stallet. 1991 kontrakterade man Christian Fittipaldi och Antonio Tamburini och Fittipaldi blev då formel 3000-mästare. Marlboro återvände som sponsor 1992 men det blev ingen succé. 
Wiggins siktade mot formel 1 och samma år grundade han Pacific Grand Prix. Eftersom han misslyckades med F1-finansieringen fick man fortsätta i F3000 med David Coulthard och Michael Bartels som förare och Coulthard var nära att vinna mästerskapsserien. Wiggins beslöt nu att ta fram en formel 1-bil, Pacific PR01. Den byggdes av Reynard Composites och utrustades med en Ilmor V10-motor. Pacific-Ilmor PR01 lyckades inte så bra i formel 1-VM 1994 trots ansträngningar av förarna Paul Belmondo och Bertrand Gachot. Paret kvalificerade sig bara till ett fåtal lopp, vilka de var tvungna att bryta. Wiggins presenterade därför under mitten av säsongen PR02, som var en omdesignad bil med en Ford-motor och sponsrad av vodkaföretaget Ursus.
Bertrand Gachot och den japanske affärsmannen Ko Gotoh köpte in sig i stallet. Gachot fortsatte som förare och blev stallkamrat med Andrea Montermini i formel 1-VM 1995. Resultaten blev emellertid en besvikelse, varför båda förarna ersattes av tillfälliga förare för att hålla stallet vid liv. Detta gjorde det omöjligt att uppnå goda resultat och i slutet av året tvingades man lämna formel 1. 1996 blev Pacific åter ett formel 3000-stall samtidigt som man försökte bygga upp ett sportvagnsprogram men Wiggins tvingades istället avsluta verksamheten i oktober 1997. Han flyttade sedan till USA och började där arbeta för Lola Motorsport.

## F1-säsonger
| Säsong | Tävlingsnamn           | Bil          | Motor          | Däck | Poäng | VM-plac. | Förare 1        | Förare 2          | Övriga förare                         |
| ------ | ---------------------- | ------------ | -------------- | ---- | ----- | -------- | --------------- | ----------------- | ------------------------------------- |
| 1994   | Pacific Grand Prix Ltd | Pacific PR01 | Ilmor 3.5 V10  | G    | 0     | 12:a     | Paul Belmondo   | Bertrand Gachot   |                                       |
| 1995   | Pacific Grand Prix Ltd | Pacific PR02 | Ford ED 3.0 V8 | G    | 0     | 11:a     | Bertrand Gachot | Andrea Montermini | Jean-Denis Deletraz Giovanni Lavaggi. |

## Formel 3000-förare
- 1989 - Eddie Irvine, JJ Lehto/Allan McNish
- 1990 - Stéphane Proulx, Marco Greco/Claude Bourbonnais
- 1991 - Antonio Tamburini, Christian Fittipaldi
- 1992 - Laurent Aiello, Jordi Gené
- 1993 - David Coulthard, Michael Bartels/Phil Andrews
- 1996 - Patrick Lemarie, Cristiano da Matta
- 1997 - Oliver Tichy, Marc Gené